# Автобан A63 (Німеччина)
Федеральний автобан A63 (A63, нім. Bundesautobahn 63)  – німецький автобан, який пролягає від Майнца до Кайзерслаутерна. Він з’єднує регіон Рейн-Майн із великим районом Саарбрюкен, звідки є транскордонне сполучення з Францією за допомогою A6. Тому автобан має надрегіональне значення.
A63 був побудований між Майнцом і Альцаєм у 1970-х роках, при цьому будівництво альтернативної резиденції уряду землі Рейнланд-Пфальц в Альцаї стало вирішальним фактором у завершенні цієї ділянки. Продовження до Кайзерслаутерна було відкрито в останній частині в жовтні 2004 року.

## Маршрут

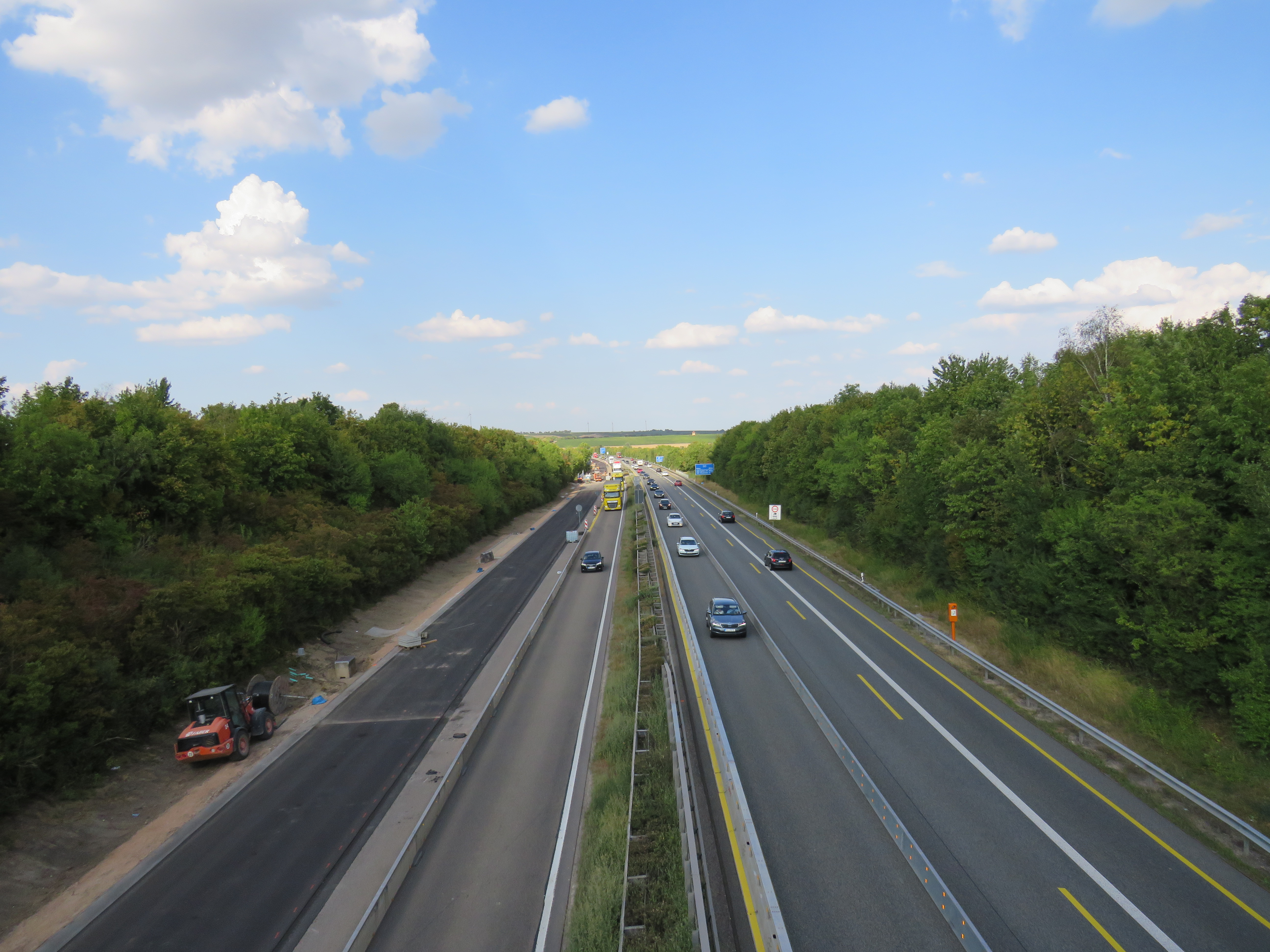
A63 на північ від Альцая.

A63 починається в розв'язки Майнц-Південь, де він виходить з маршруту B40, який було розширено до чотирьох смуг і має два напрямки, прямуючи з центру Майнца. Він перетинає A60, який утворює південну ділянку кільцевої дороги Майнца, і веде звідти до Альцая в південно-західному напрямку через Рейнсько-Гессенський пагорб, здебільшого дотримуючись курсу старої B40, через Нідер-Ольм і Веррштадт . Зараз біля Вьорштадта будують зупинку для вантажівок, оскільки на всій ділянці від Майнца до Альцая немає місць відпочинку.
A61 (Венло-Кобленц-Людвігсгафен-Гоккенгайм) перетинається на розв'язці Альцай. Сполучення від A63 від Майнца до A61 у напрямку Людвігсгафена та навпаки є прямим двосмуговим сполученням, оскільки ділянка між Альцаєм і Кайзерслаутерном не була завершена на момент будівництва, а рух великовантажних автомобілів у напрямку до Саарбрюккен через A61 і, нарешті, A6 прямував. Оминувши Альцай по мосту в долині довжиною 1300 м, автомагістраль біля Кірхгаймболандена досягає околиць Рейнсько-Гессенських пагорбів до Північно-Пфальцької височини на північному заході та Пфальцького лісу на півдні. Найвища гора в усьому Пфальці Доннерсберг знаходиться прямо біля маршруту.
До Віннвайлера автобан тепер пролягає по западині, яка розділяє два низькі гірські хребти, яка також відома як западина Кайзерштрассе через колишню імператорську дорогу Париж–Майнц. Потім він перетинає перші північні передгір’я Пфальцького лісу, перш ніж вести вниз до Кайзерслаутерна у відносно крутій комбінації кривих. Ще до розв’язки з A6, яка спроектована як пряме сполучення лише з і до Саарбрюккена, є перехрестя, яке веде до L 395 до центру міста Кайзерслаутерн. Через це перехрестя також можливе підключення до A6 у напрямку Мангейма.